# Rautenschlag

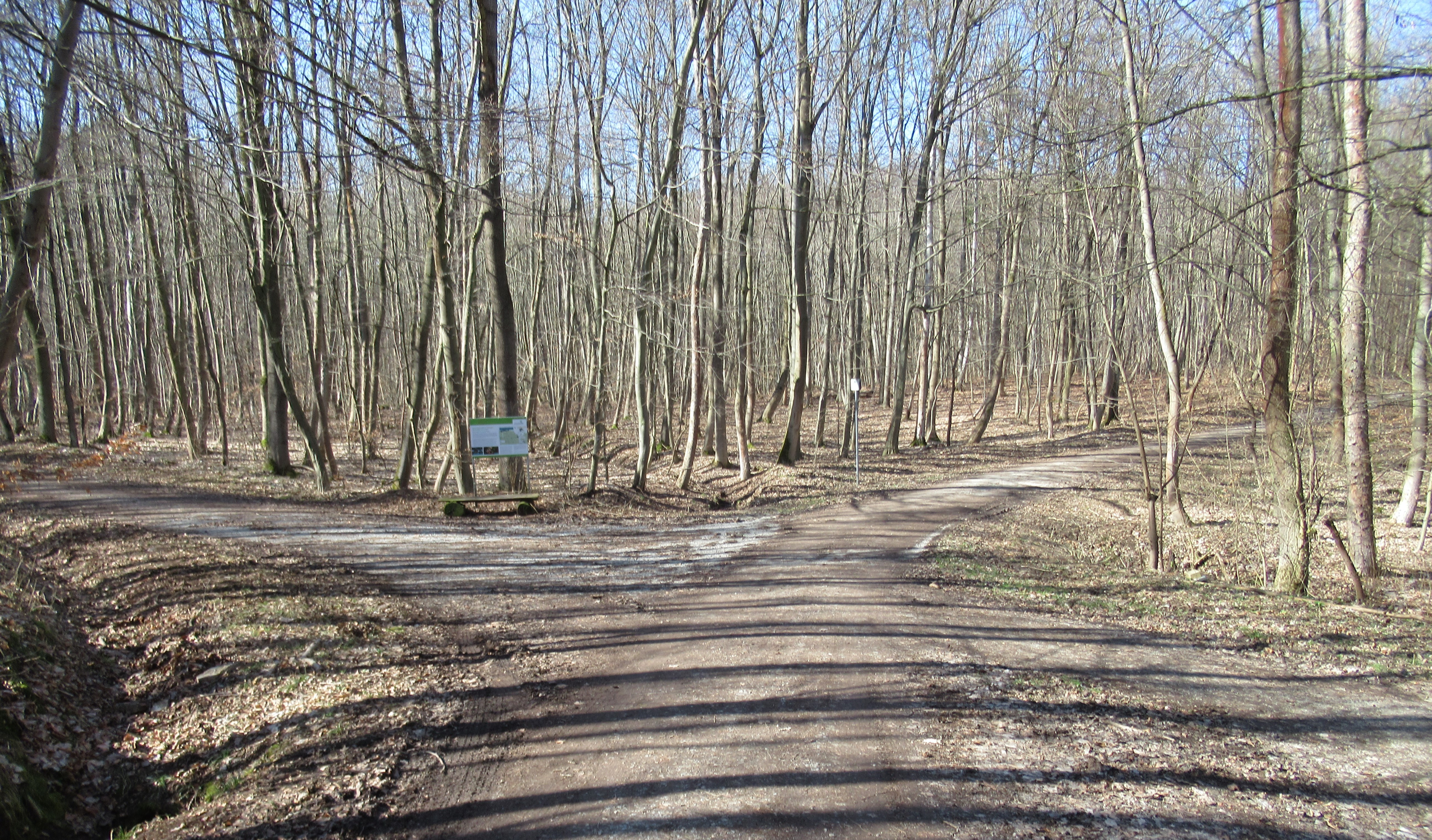
Rautenschlag, von der Alten Marktstraße aus photographiert, die weiter in die Waldstraße/Ettersburg führt

Der Rautenschlag ist Teil eines von sternförmig angelegten Schneisen und Wegen durchzogenen Waldgebietes auf dem Nordhang des Muschelkalksattels des Großen Ettersberges bei Weimar.

## Beschreibung
Es ist das NSG 049. Das nahe Konzentrationslager Buchenwald hatte den ganzen Ettersberg und damit auch diesen Waldteil zu einem vielfachen Leidensort werden lassen. Es diente vor dem Nationalsozialismus mehrere Jahrhunderte als fürstliches Jagdgebiet. Schloss Ettersburg ist nicht weit davon entfernt.
Zur Fläche gibt es mehrere Angaben, die stark voneinander abweichen. Einmal beträgt die Fläche 0,19 Quadratkilometer. Im Weimar. Lexikon zur Stadtgeschichte beträgt sie 18 Hektar. Ein weiteres Mal beträgt sie gar 58,1 Hektar. Diese dürfte wohl zu hoch angesetzt sein. Die Waldformen sind 74 % Laubwald, 22 % Mischwald sowie 3 % Nadelwald und Sonstiges 1 %.

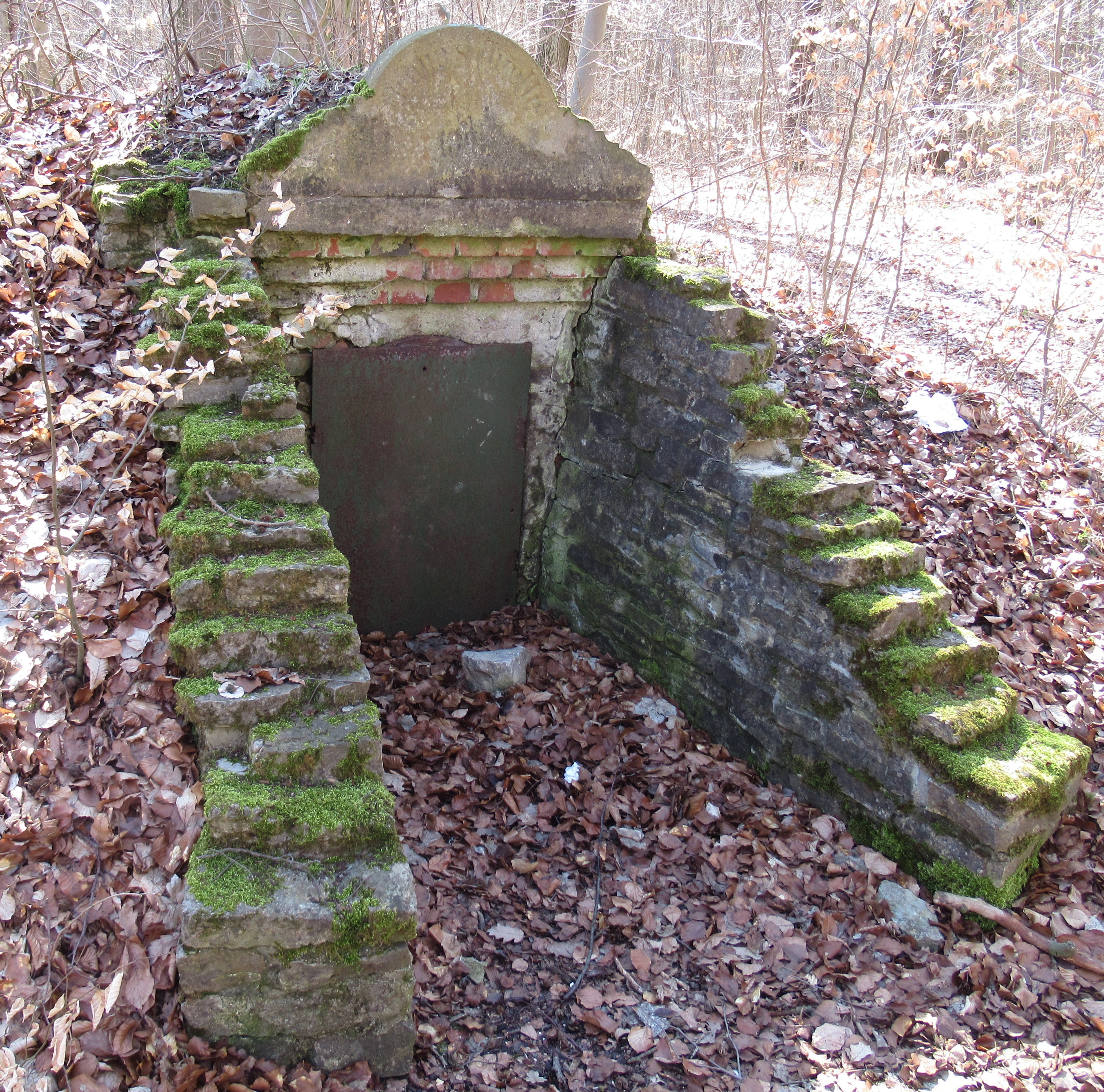
Braun’s Quelle

Im Bereich des Rautenschlages liegt  die 1893 gefasste „Braun’s Quelle“ wie der Inschrift auf dem Giebel zu entnehmen ist. Diese diente der Trinkwasserversorgung des Ortes.

## Varia
- Der Rautenschlag bedeutet ein Gestaltungselement in Form einer Raute in der Ornamentik.[7]
- Der Rautenschlag kommt auch als Familienname vor.[8] In einer Erzählung gibt es einen Fähnrich Rautenschlag.[9]